# Paraquat
Paraquat, cujo nome comercial é Gramoxone 200 e a nomenclatura conforme a IUPAC é 1,1'-dimetil-4,4'-bipiridina-dicloreto é um viológeno. É um composto quartenário do amônio utilizado como herbicida e altamente perigoso para os humanos, caso ingerido.  Esse composto sólido cristalino é instável em meio alcalino, solúvel em água, pouco solúvel em álcool e insolúvel em solventes orgânicos não polares.

## História
O Paraquat foi produzido pela primeira vez, com propósitos comerciais pela Sinon Corporation, em 1961 para ICI, (actualmente pela Syngenta) e é hoje um dos herbicidas mais usados.
A União Europeia autorizou o uso do Paraquat em 2004. Na Suécia o Paraquat é proibido desde 1983, por causa da sua aguda toxicidade, ação tóxica irreversível e pelo grande risco de acidentes fatais. A Suécia apoiada pela Dinamarca, Finlândia e Áustria processaram a Comissão Europeia. Em 11 de julho de 2007 e o Tribunal de Primeira Instância da Comunidade Europeia anulou a diretiva que autorizava o Paraquat como substância ativa em defensivos agrícolas.
"Estudo da toxicidade aguda, usando cobaias de laboratório, mostra que o Paraquat pode ser altamente tóxico por inalação, tendo sido classificado na Categoria I (o nível mais alto de todos) por seus efeitos agudos ao ser inalado. Apesar disso a EPA determinou que o tamanho das partículas usadas nas práticas agrícolas é de 400 a 800 μm e isso o coloca no âmbito do que é respirável. O Paraquat é tóxico (Categoria II) por via oral e moderadamente tóxico (Categoria III) por via dérmica. O Paraquat ocasiona irritações, de leves a graves, na pele e nas mucosas, e foi classificado como moderadamente tóxico, Categorías II e IV quanto a essas exposições."

## Toxicologia
A ingestão de Paraquat é altamente tóxica para seres humanos e outros mamíferos; causa síndrome de transtorno respiratório. Ainda não há antídotos contra o Paraquat. Por outro lado, a Terra de Fuller, quando administrada em até 20 minutos, pode ser o tratamento recomendado. Dependendo de como se tomou contato, o Paraquat pode causar a morte em menos de 30 dias. Diluído o produto, menor é o risco. O maior risco de envenenamento acidental ocorre durante a diluição ou ao serem enchidos os aparelhos para arpergimento.
Um simples gole, mesmo que cuspido imediatamente, pode causar a morte ao propiciar o desenvolvimento de tecido fibroso nos pulmões e a consequente asfixia. Ingerir Paraquat, durante alguns dias ou semanas, provoca lesões no fígado, pulmões, coração e insuficiencia renal que, normalmente, levam à morte, 30 dias após à ingestão. Quem for exposto por longo período, raramente sobreviverá. A exposição crônica pode causar danos graves aos pulmões, insuficiência renal ou doença cardíaca, além de deformações no esôfago. As mortes acidentais e o suicídio por ingestão de Paraquat são relativamente comuns. Ocorreram 18 mortes, na Austrália, por envenenamento causado por Paraquat, desde o ano 2000.
A intoxicação induzida em ratos permitiu relacionar mecanismos degenerativos muito parecidos à doença de Parkinson.
A exposição prolongada ao Paraquat causa danos aos pulmões e aos olhos, mas a EPA não encontrou efeitos danosos na fertilidade ou na reprodução. Muitos suspeitam de uma possível relação entre o uso do Paraquat e a Doença de Parkinson.

## Primeiros socorros
As pessoas contaminadas ou expostas ao Paraquat, (com suspeita de ingestão ou de absorção) devem ser atendidas, imediatamente, por Pronto Socorro. Os primeiros socorros devem seguir as seguintes recomendações:
Proteger o paciente de qualquer contato com a susbtância.
Remover as roupas e lavar o paciente com grande quantidade de água.
Evitar contaminação secundária por contato.
Estabilizar o paciente, mantendo-o em recinto bem ventilado.
Só o pessoal médico especializado pode decidir qualquer conduta em cada caso específico.
Conduzir o paciente a um hospital apropriado.
Em caso de contaminação nos olhos, lavá-los com uma solução salina por, pelo menos, 15 minutos.
A pessoa que socorre a vítima exposta ao produto, deve usar medidas de proteção universais (luvas, avental plástico, máscara, ...) para evitar o contacto com o produto uma vez que o mesmo é altamente tóxico.